# 卡特帆船
卡特船（Cutter），又称短桅帆船、快艇式帆船，是一种小型帆船。只有一根桅杆，一般有船首斜桅，带两个船首帆。

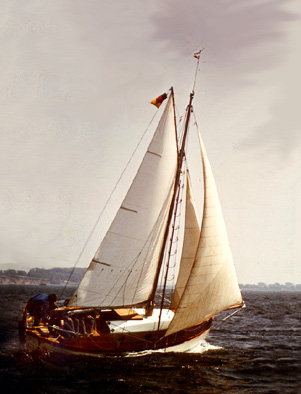
Kleine Freiheit号，主帆是斜桁帆，船首帆是两个日内瓦帆

英文中的cutter作为军舰的级别也指巡邏艇。

## 特征

一种典型的卡特船帆装，主帆是斜桁帆

卡特船只有一根桅杆，与史路普帆船（Slooper）相比，其桅杆的位置较靠后大约船身中央位置，成了辨别它的最重要特征。
主帆一般是斜桁帆，一般都有船首斜桅，至少两个船首帆，可以是普通艏三角帆（jib）或日内瓦帆等。
卡特船非常好操控，一般两名船员即可，很适合作为领航船。以至于风帆时代之后马达驱动的领航船也常被称为卡特船。